# نیو سنتر (دیترویت)
نیو سنتر (به انگلیسی: New Center) یک منطقهٔ مسکونی در ایالات متحده آمریکا است که در دیترویت واقع شده‌است.